# Carspach
Carspach [kaʁspak]  est une commune française située dans l'aire d'attraction de Mulhouse et faisant partie de la collectivité européenne d'Alsace (circonscription administrative du Haut-Rhin), en région Grand Est.
Cette commune se trouve dans la région historique et culturelle d'Alsace.
Ses habitants sont appelés les Carspachois et les Carspachoises.

## Géographie

### Hydrographie

#### Réseau hydrographique
La commune est dans le bassin versant du Rhin au sein du bassin Rhin-Meuse. Elle est drainée par l'Ill, le Dorfbaechle, le ruisseau de l'Étang Bas, le ruisseau de l'Étang de Marbach, le Belzbaechelein et le Zipfelgraben,,.
L'Ill, d'une longueur de 217 km, prend sa source dans la commune de Winkel et se jette  dans le Grand Canal d'Alsace à Offendorf, après avoir traversé 68 communes. Les caractéristiques hydrologiques de l'Ill sont données par la station hydrologique située sur la commune d'Altkirch. Le débit moyen mensuel est de 2,37 m3/s. Le débit moyen journalier maximum est de 71,6 m3/s, atteint lors de la crue du 25 mai 1983. Le débit instantané maximal est quant à lui de 93,5 m3/s, atteint le même jour.

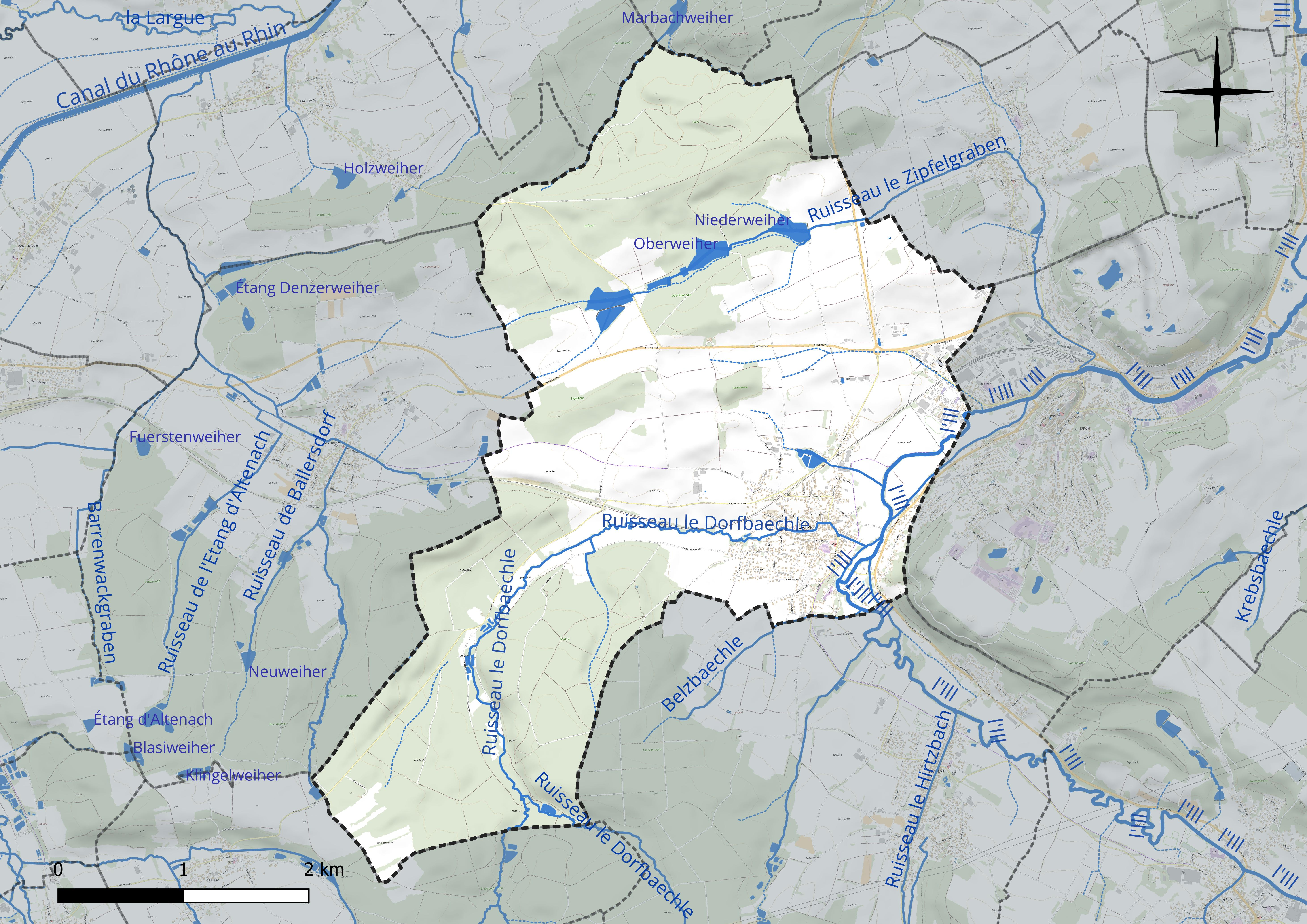
Réseau hydrographique de Carspach.

Deux plans d'eau complètent le réseau hydrographique : Niederweiher (3,7 ha) et Oberweiher (12,7 ha),.

#### Gestion et qualité des eaux
Le territoire communal est couvert par le schéma d'aménagement et de gestion des eaux (SAGE) « Largue ». Ce document de planification concerne le bassin versant de la Largue et une zone située à l'ouest du périmètre (la région de Montreux). Ce territoire s'étend sur 385 km2. Le périmètre a été arrêté le 4 mars 1996 et le SAGE proprement dit a été approuvé le 24 septembre 1999 puis révisé le 17 mai 2016. La structure porteuse de l'élaboration et de la mise en œuvre est le Syndicat mixte pour l'aménagement et la renaturation du bassin versant de la Largue et du secteur de Montreux, qui a évolué en Epage le 1er janvier 2018, sous le nom de Epage Largue. 
La qualité des cours d’eau peut être consultée sur un site dédié géré par les agences de l’eau et l’Agence française pour la biodiversité.

### Climat
Pour des articles plus généraux, voir Climat du Grand Est et Climat du Haut-Rhin.
En 2010, le climat de la commune est de type climat des marges montargnardes, selon une étude du Centre national de la recherche scientifique s'appuyant sur une série de données couvrant la période 1971-2000. En 2020, Météo-France publie une typologie des climats de la France métropolitaine dans laquelle la commune est exposée à un climat semi-continental et est dans la région climatique  Vosges, caractérisée par une pluviométrie très élevée (1 500 à 2 000 mm/an) en toutes saisons et un hiver rude (moins de 1 °C). 
Pour la période 1971-2000, la température annuelle moyenne est de 10 °C, avec une amplitude thermique annuelle de 17,6 °C. Le cumul annuel moyen de précipitations est de 784 mm, avec 9,1 jours de précipitations en janvier et 9,6 jours en juillet. Pour la période 1991-2020, la température moyenne annuelle observée sur la station météorologique installée sur la commune est de 11,0 °C et le cumul annuel moyen de précipitations est de 827,7 mm. 
La température maximale relevée sur cette station est de 38,1 °C, atteinte le 4 août 2022 ; la température minimale est de −17,7 °C, atteinte le 5 février 2012,,. 
| Mois                                  | jan.           | fév.           | mars           | avril         | mai           | juin         | jui.         | août          | sep.          | oct.          | nov.           | déc.           | année      |
| ------------------------------------- | -------------- | -------------- | -------------- | ------------- | ------------- | ------------ | ------------ | ------------- | ------------- | ------------- | -------------- | -------------- | ---------- |
| Température minimale moyenne (°C)     | −0,5           | −0,4           | 1,9            | 5,5           | 9,2           | 12,9         | 14,2         | 13,4          | 10,3          | 6,9           | 3              | 0,1            | 6,4        |
| Température moyenne (°C)              | 2,3            | 3              | 6,4            | 11            | 14,5          | 18,5         | 20,2         | 19,3          | 15,9          | 11,5          | 6,3            | 2,9            | 11         |
| Température maximale moyenne (°C)     | 5              | 6,4            | 10,9           | 16,5          | 19,8          | 24           | 26,1         | 25,1          | 21,5          | 16,1          | 9,7            | 5,7            | 15,6       |
| Record de froid (°C) date du record   | −12,8 30.01.05 | −17,7 05.02.12 | −16,3 01.03.05 | −3,5 06.04.21 | −0,8 06.05.19 | 2,4 03.06.06 | 6,8 02.07.11 | 5,8 30.08.09  | 2,2 27.09.10  | −3,3 22.10.10 | −10,8 30.11.10 | −16,2 20.12.09 | −17,7 2012 |
| Record de chaleur (°C) date du record | 19,1 01.01.23  | 19,9 25.02.21  | 27,2 31.03.21  | 28,6 21.04.18 | 32,6 25.05.09 | 36 19.06.22  | 38 24.07.19  | 38,1 04.08.22 | 33,4 11.09.23 | 29,6 13.10.23 | 23,6 07.11.15  | 17,3 05.12.06  | 38,1 2022  |
| Précipitations (mm)                   | 60,5           | 57,8           | 53,1           | 61,6          | 81            | 75,6         | 62,3         | 93            | 64,8          | 76,6          | 60,6           | 80,8           | 827,7      |

| Diagramme climatique                                  |             |             |             |           |            |              |            |              |             |          |            |
| J                                                     | F           | M           | A           | M         | J          | J            | A          | S            | O           | N        | D          |
| 5−0,560,5                                             | 6,4−0,457,8 | 10,91,953,1 | 16,55,561,6 | 19,89,281 | 2412,975,6 | 26,114,262,3 | 25,113,493 | 21,510,364,8 | 16,16,976,6 | 9,7360,6 | 5,70,180,8 |
| Moyennes : • Temp. maxi et mini °C • Précipitation mm |             |             |             |           |            |              |            |              |             |          |            |

Les paramètres climatiques de la commune ont été estimés pour le milieu du siècle (2041-2070) selon différents scénarios d'émission de gaz à effet de serre à partir des nouvelles projections climatiques de référence DRIAS-2020. Ils sont consultables sur un site dédié publié par Météo-France en novembre 2022.

### Milieux naturels et biodiversité
- L'inventaire national du patrimoine naturel réalisé sur la commune a permis de recenser 339 taxons terminaux (espèces et infra-espèces).
- La commune bénéficie de quatre zones naturelles d'intérêt écologique, faunistique et floristique (ZNIEFF) continentales[17] :
  - Ruisseau du Dorfbaechle et de ses affluents à Carspach ;
  - Vallée de l'Ill et de ses affluents de Winkel à Mulhouse ;
  - Cours de l'Ill et de ses affluents en amont de Mulhouse ;
  - Bois du Hirtzbach et étangs du Sundgau alsacien.

## Urbanisme

### Typologie
Au 1er janvier 2024, Carspach est catégorisée petite ville, selon la nouvelle grille communale de densité à sept niveaux définie par l'Insee en 2022.
Elle appartient à l'unité urbaine d'Altkirch, une agglomération intra-départementale regroupant trois  communes, dont elle est une commune de la banlieue,,. Par ailleurs la commune fait partie de l'aire d'attraction de Mulhouse, dont elle est une commune de la couronne,. Cette aire, qui regroupe 132 communes, est catégorisée dans les aires de 200 000 à moins de 700 000 habitants,.

### Occupation des sols
L'occupation des sols de la commune, telle qu'elle ressort de la base de données européenne d’occupation biophysique des sols Corine Land Cover (CLC), est marquée par l'importance des forêts et milieux semi-naturels (49 % en 2018), une proportion sensiblement équivalente à celle de 1990 (48,5 %). La répartition détaillée en 2018 est la suivante : 
forêts (49 %), terres arables (33,7 %), zones agricoles hétérogènes (9,3 %), zones urbanisées (6,4 %), zones industrielles ou commerciales et réseaux de communication (1,6 %). L'évolution de l’occupation des sols de la commune et de ses infrastructures peut être observée sur les différentes représentations cartographiques du territoire : la carte de Cassini (XVIIIe siècle), la carte d'état-major (1820-1866) et les cartes ou photos aériennes de l'IGN pour la période actuelle (1950 à aujourd'hui).

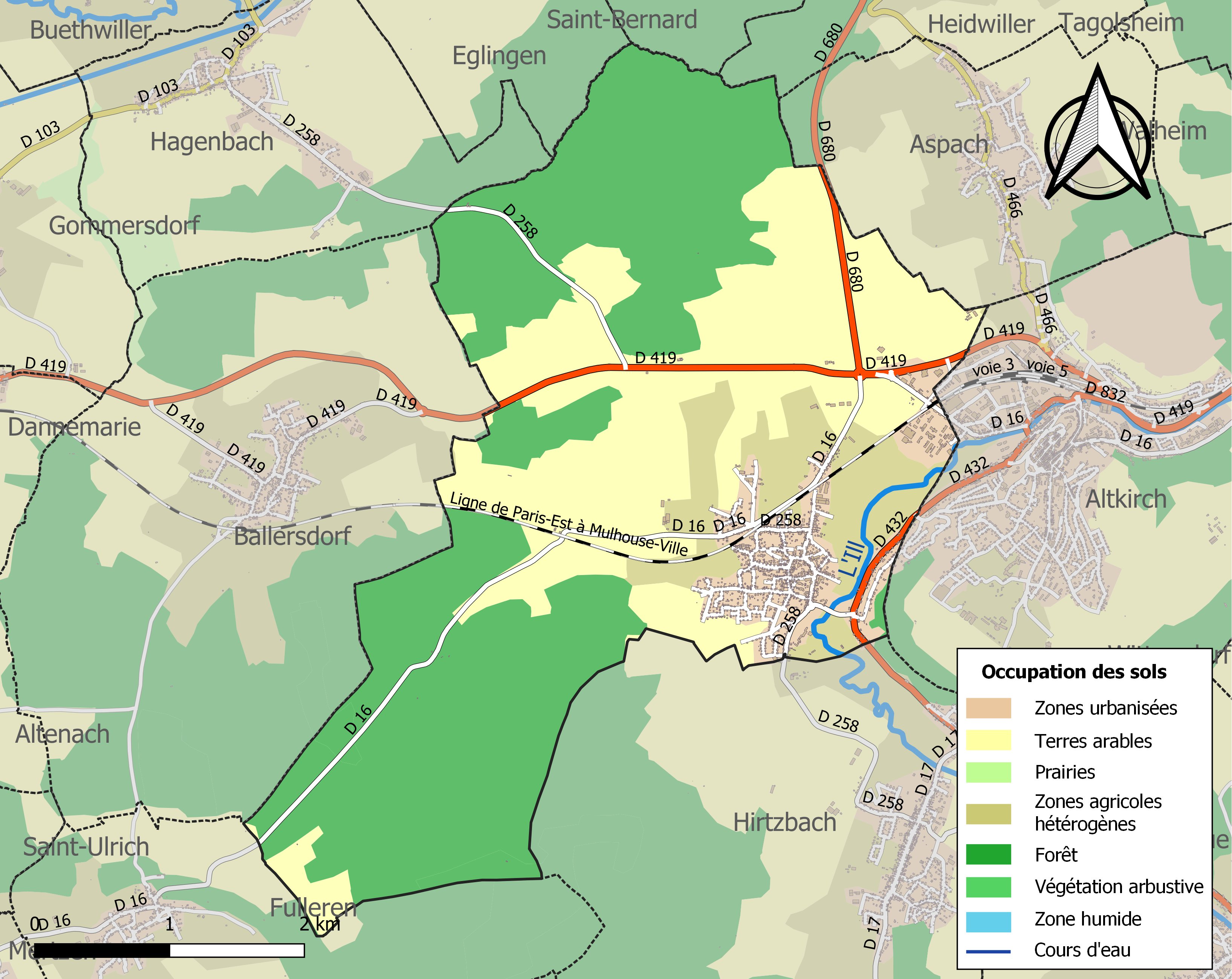
Carte des infrastructures et de l'occupation des sols de la commune en 2018 (CLC).

### Voies de communications et transports

#### Voies routières
Le réseau routier du Pays du Sundgau est structuré par les relations à Bâle et à Mulhouse d’une part et par la position centrale d’Altkirch d’autre part. 

#### Voies ferroviaires
Les gares les plus proches sont : l'ancienne Ligne d'Altkirch à Ferrette (Ligne 134 000), Ballersdorf, Walheim, Tagolsheim, Illfurth.

#### Transports en commun
Une étude sur les déplacements et les transports collectifs de proximité à l’échelle du Pays du Sundgau a été réalisée.

### Risques naturels et technologiques
La vallée de l'Ill comme l'ensemble du département a connu plusieurs inondations importantes. On peut citer au 20e siècle, les crues de 1910, 1919, 1947, 1955, 1983 et 1990 notamment qui ont causé de nombreux dégâts (destructions de ponts, inondations de zones industrielles et d’ agglomérations). Les inondations de l’Ill ont lieu essentiellement en période hivernale et printanière à la suite de pluies abondantes parfois associées à la fonte du manteau neigeux. Les crues de 1983 et de 1990 ont présenté une période de retour entre 20 et 50 ans. Afin d'anticiper et de gérer une éventuelle inondation, un Plan de prévention des risques d'inondation de l'lll  a été approuvé par arrêté préfectoral du 27 décembre 2006. Dans le nouveau PPRI de l'Ill approuvé le 30 janvier 2020, le commune ne figure plus dans les communes à risques.
La commune est située en zone 4 : sismicité moyenne.

## Histoire
La plus ancienne orthographe du nom du village est Karoldespach, citée en 837 parmi les biens du couvent de Hohenbourg fondé par sainte Odile, fille du duc Etichon, de la souche des comtes d'Eguisheim. En 1144, elle figure dans les possessions des prieurés de Feldbach, de Saint-Morand et de l'abbaye de Lucelle sous le patronyme de Heroldespach. Les seigneurs de Zaessingue, de Reinach et d'Andlau, le prieuré de Saint-Ulrich, les clarisses de Bâle, les comtes de Ferrette y ont également des terres. Au XIIIe siècle, Conrad de Karolspach y administrait une cour colongère. À la même époque, quelques nobles de Carspach sont recensés parmi les clarisses de Mulhouse.
Dès 1324, le comté de Ferrette fut transmis à la dynastie des Habsbourg par le mariage de la dernière comtesse, Jeanne de Ferrette. Inféodée au domaine autrichien en 1365, par le duc Léopold, la commune eut à souffrir de la guerre civile des Armagnacs et des Bourguignons. Les premiers incendièrent le village. Ensuite, ce fut le conflit entre les Habsbourg et les Confédérés, après l'invasion des troupes commandées par le général Colloredo (it) pendant la guerre de Trente Ans.
Il n'y avait pas de château à Carspach avant 1400. C'est à cette époque que le chevalier-administrateur du village Ullmann de Ferrette transforma sa cour en château. Il y résida avec ces descendants depuis la destruction du Liebenstein par un tremblement de terre en 1356. Ce château, appelé Altschloss (vieux château) ou Niederschloss (du bas ou inférieur), était situé au sud du Krebsbächlein (ruisseau à écrevisses).
Un deuxième château fut construit entre 1590 et 1610. On l'appelait château supérieur (Oberschloss), et il était délimité par les actuelles rue du Château et rue des Brebis. Des vestiges subsistèrent jusqu'au XIXe siècle. Le château du bas fut abandonné après la construction du château supérieur. Le château du bas était ruiné au XVIIIe siècle et le château supérieur disparut à l'époque de la Révolution.
En 1648, selon les traités de Westphalie, le Sundgau autrichien, dont fit partie Carspach, fut donné à la couronne de France. En 1674, la guerre éclata à nouveau. Turenne passa à Carspach pour gagner Brunstatt, où livra bataille.

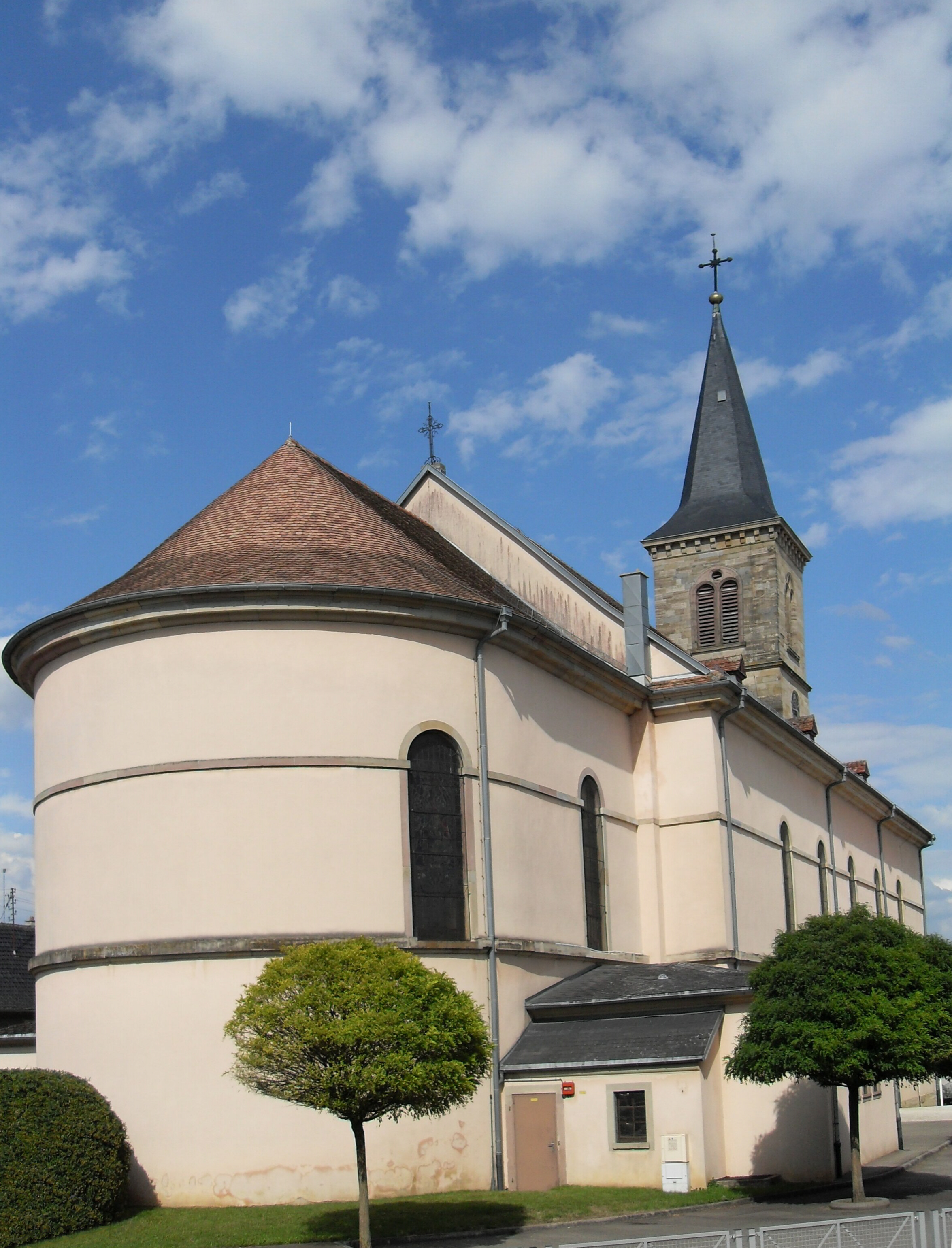
L'église Saint-Georges.

Le 30 juillet 1789, les révolutionnaires s'acharnèrent sur les châteaux de Montjoie à Hirsingue et du Landenberg à Seppois, mais épargnèrent ceux de Carspach et de Hirtzbach.
En 1814-1815, Carspach eut encore à souffrir des cantonnements de cosaques. Les nobles de Ferrette-Carspach s'étaient réfugiés à Fribourg-en-Brisgau. Le dernier seigneur de Carspach et du Liebenstein, Jean Népomucène de Ferrette, mourut en 1818.
Le grand incendie de 1818 n'empêcha pas le village de se développer. En 1826 s'éteignit, à Fribourg, Suzanna-Xaviera, abbesse de Masevaux, et avec elle disparut la dynastie des nobles de Ferrette. Des deux châteaux de Carspach, ruinés pendant la Révolution, il ne reste à peu près rien. En 1841 fut érigée la mairie-école. En 1881-1882, on créa le corps des pompiers. En 1891, la ligne de chemin de fer Altkirch-Ferrette traversa Carspach. D'abord adonnée à l'élevage et à la culture de blé, de chanvre et de colza, peu à peu la commune s'industrialisait, avec l'installation d'une manufacture textile (D.M.C. Mulhouse) et la création, en 1919, de l'usine mécanique Alimann Frères.
Pendant la guerre de 1870-1871, le village fut grevé de lourdes réquisitions par les Prussiens, qui annexèrent l'Alsace-Lorraine.
La période entre 1871 et 1914 favorisa maintes réalisations : l'établissement hydrothérapique Kneipp en 1895, le nouveau cimetière en 1906, l'école des garçons en 1909...
Pendant  la guerre de 1914-1918, la ligne de front traverse la commune de septembre 1914 jusqu'à la fin du conflit. Un grand abri souterrain est construit au niveau du « Lerchenberg » entre fin 1915 et début 1916 par les troupes allemandes. Ce dernier, appelé Kilianstollen (galerie Kilian en français), est partiellement détruit le 18 mars 1918  par l'artillerie française. Le site est retrouvé en 2010 puis fouillé en 2011 par une équipe du Pôle d'archéologie interdépartemental rhénan. Les corps des 21 soldats allemands du 94e régiment d'infanterie de réserve qui n'avaient pas pu être exhumés pendant les combats sont retrouvés.
La commune a été décorée de la croix de guerre 1914-1918.

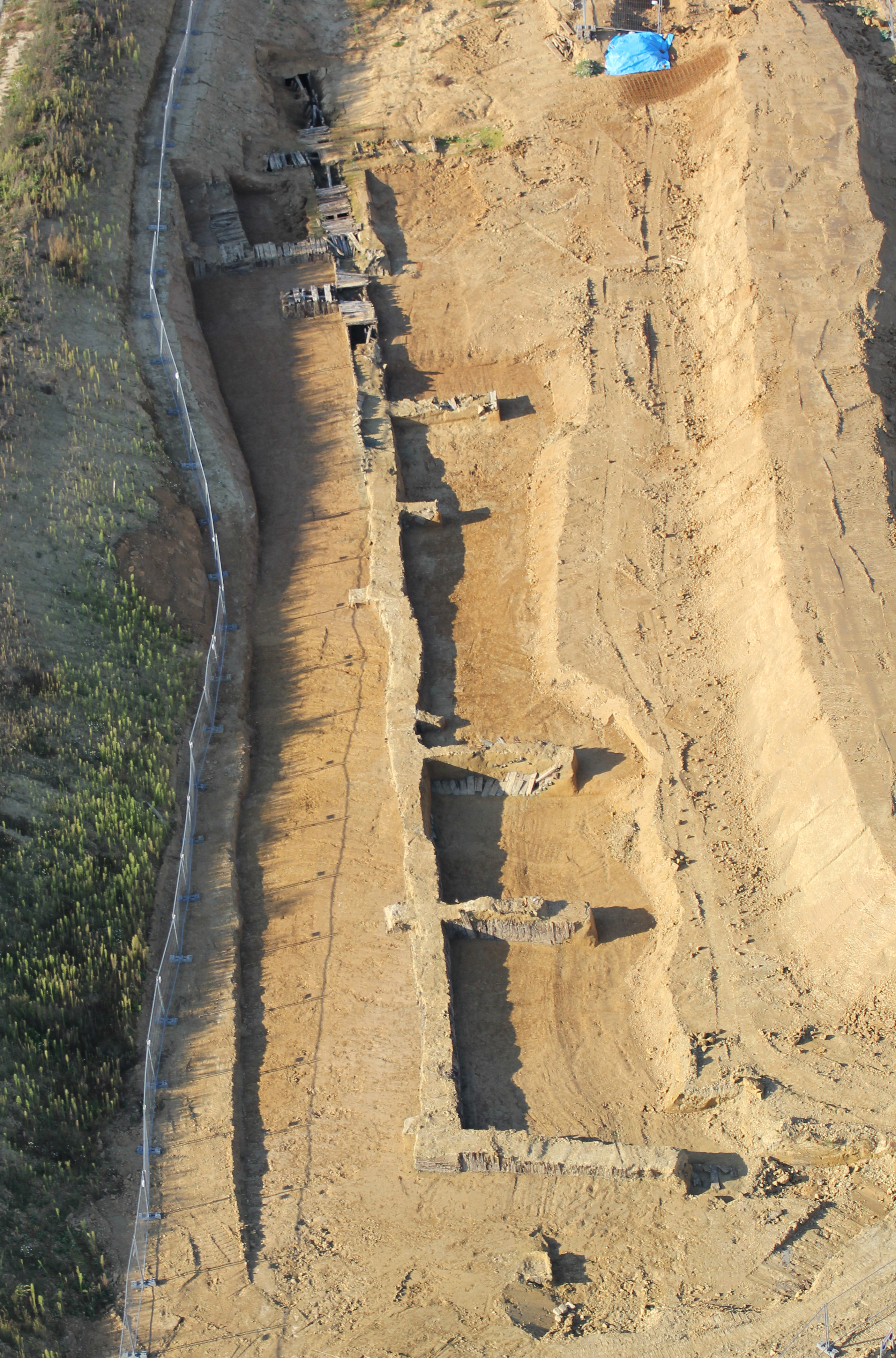
Vue aérienne de la fouille avec la galerie et ses accès.

La guerre ayant occasionné, une fois de plus, des dégâts considérables, on commença, à partir de 1919, à reconstruire le village, et notamment l'église et les édifices publics.
En 1931, on aménagea la rivière et on renouvela le cadastre. Grâce à la donation Rieter et Keller, on construisit la maison des sœurs gardes-malades. En 1932, on érigea le monument aux morts. Dans les années 1934-1935, la canalisation fut posée. Les rues et les rigoles étaient refaites.

## Politique et administration

### Découpage territorial
La commune de Carspach est membre de la communauté de communes Sundgau, un établissement public de coopération intercommunale (EPCI) à fiscalité propre créé le 15 juin 2016 dont le siège est à Altkirch. Ce dernier est par ailleurs membre d'autres groupements intercommunaux.
Sur le plan administratif, elle est rattachée à l'arrondissement d'Altkirch, à la circonscription administrative de l'État du Haut-Rhin, en tant que circonscription administrative de l'État, et à la région Grand Est. 
Sur le plan électoral, elle dépendait jusqu'en 2020 du  canton d'Altkirch pour l'élection des conseillers départementaux au sein du conseil départemental du Haut-Rhin. Depuis le 1er janvier 2021, elle dépend du même canton pour l'élection des conseillers d'Alsace au sein de la collectivité européenne d'Alsace.

### Liste des maires
| Période      | Période                   | Identité                                      | Étiquette | Qualité                                                         |
| ------------ | ------------------------- | --------------------------------------------- | --------- | --------------------------------------------------------------- |
| 1899         | 1919                      | Joseph Eberlin                                |           |                                                                 |
| 1919         | 1925                      | Charles Habermacher                           |           |                                                                 |
| 1925         | 1932                      | Aimé Meyberger                                |           |                                                                 |
| 1932         | 1947                      | André Alimann                                 |           |                                                                 |
| octobre 1947 | 1974                      | Paul Zurbach                                  |           |                                                                 |
| 1974         | mars 2001                 | Marcel Rosburger                              |           | Retraité, maire honoraire                                       |
| mars 2001    | mars 2014                 | Jean-Pierre Hartmann                          | DVD       | Retraité, maire honoraire (2014) Adjoint au maire (1983 → 2001) |
| mars 2014    | En cours (au 31 mai 2020) | Rémi Spillmann Réélu pour le mandat 2020-2026 | UDI       | Chef d'entreprise                                               |

### Budget et fiscalité 2016

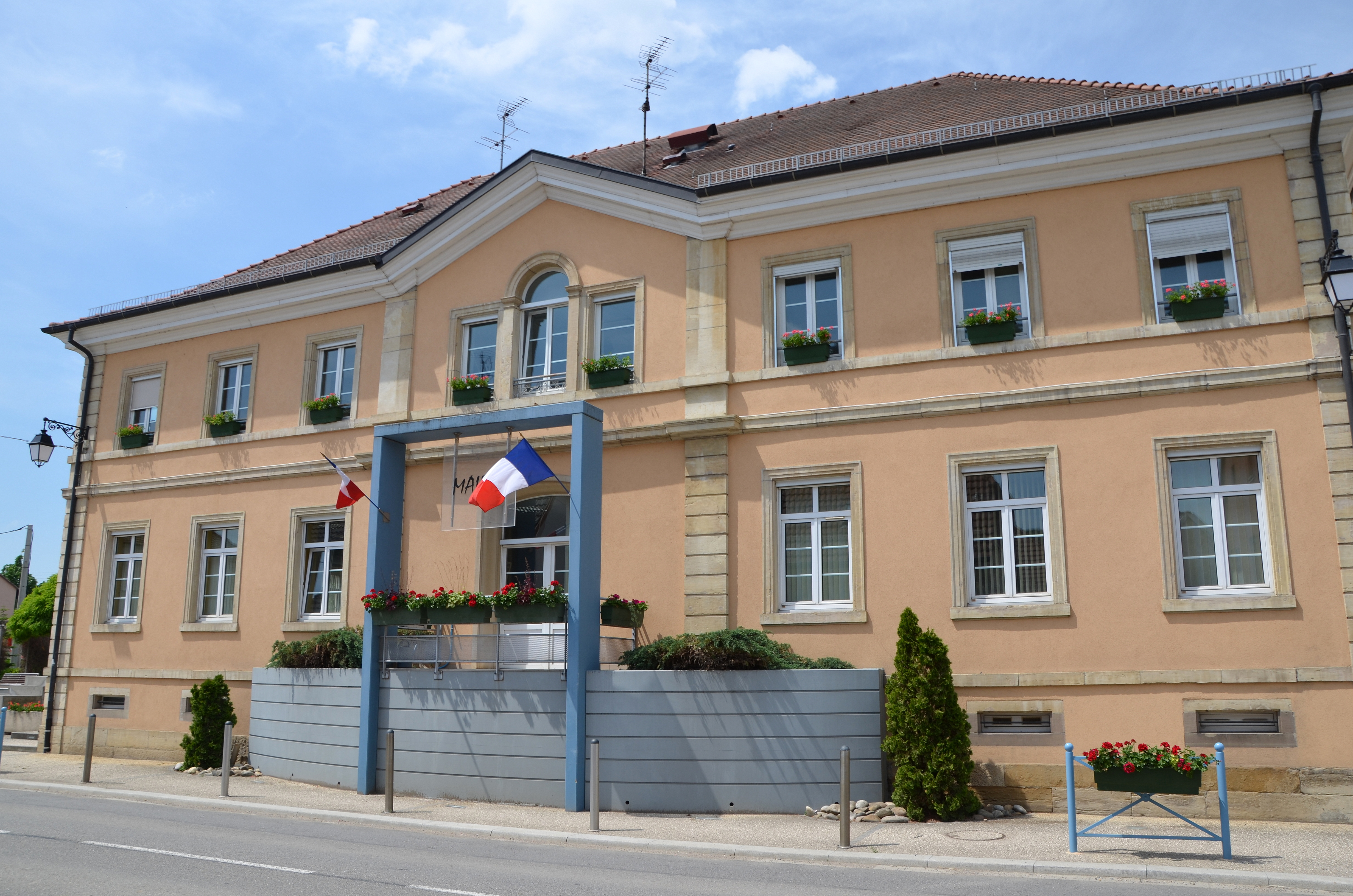
Mairie de Carspach.

En 2016, le budget de la commune était constitué ainsi :
- total des produits de fonctionnement : 1 440 000 €, soit 669 € par habitant ;
- total des charges de fonctionnement : 1 071 000 €, soit 497 € par habitant ;
- total des ressources d'investissement : 784 000 €, soit 364 € par habitant ;
- total des emplois d'investissement : 526 000 €, soit 244 € par habitant ;
- endettement : 1 879 000 €, soit 873 € par habitant.

Avec les taux de fiscalité suivants :
- taxe d'habitation : 14,76 % ;
- taxe foncière sur les propriétés bâties : 11,52 % ;
- taxe foncière sur les propriétés non bâties : 74,83 % ;
- taxe additionnelle à la taxe foncière sur les propriétés non bâties : 50,60 % ;
- cotisation foncière des entreprises : 18,05 %.

Chiffres clés Revenus et pauvreté des ménages en 2014 : Médiane en 2014 du revenu disponible, par unité de consommation : 25 464 €.

## Population et société

### Démographie
L'évolution du nombre d'habitants est connue à travers les recensements de la population effectués dans la commune depuis 1793. Pour les communes de moins de 10 000 habitants, une enquête de recensement portant sur toute la population est réalisée tous les cinq ans, les populations de référence des années intermédiaires étant quant à elles estimées par interpolation ou extrapolation. Pour la commune, le premier recensement exhaustif entrant dans le cadre du nouveau dispositif a été réalisé en 2006.

En 2022, la commune comptait 2 085 habitants, en évolution de +1,81 % par rapport à 2016 (Haut-Rhin : +0,66 %, France hors Mayotte : +2,11 %).
| 1793 | 1800 | 1806 | 1821 | 1831  | 1836  | 1841  | 1846  | 1851  |
| ---- | ---- | ---- | ---- | ----- | ----- | ----- | ----- | ----- |
| 682  | 670  | 815  | 929  | 1 064 | 1 140 | 1 217 | 1 318 | 1 372 |

| 1856  | 1861  | 1866  | 1871  | 1875  | 1880  | 1885  | 1890  | 1895  |
| ----- | ----- | ----- | ----- | ----- | ----- | ----- | ----- | ----- |
| 1 281 | 1 280 | 1 314 | 1 288 | 1 211 | 1 210 | 1 186 | 1 159 | 1 295 |

| 1900  | 1905  | 1910  | 1921  | 1926  | 1931  | 1936  | 1946  | 1954  |
| ----- | ----- | ----- | ----- | ----- | ----- | ----- | ----- | ----- |
| 1 376 | 1 473 | 1 518 | 1 125 | 1 291 | 1 396 | 1 447 | 1 604 | 1 603 |

| 1962  | 1968  | 1975  | 1982  | 1990  | 1999  | 2006  | 2011  | 2016  |
| ----- | ----- | ----- | ----- | ----- | ----- | ----- | ----- | ----- |
| 1 533 | 1 558 | 1 500 | 1 448 | 1 399 | 1 620 | 1 786 | 2 048 | 2 048 |

| 2021  | 2022  | - | - | - | - | - | - | - |
| ----- | ----- | - | - | - | - | - | - | - |
| 2 083 | 2 085 | - | - | - | - | - | - | - |

## Culture locale et patrimoine

### Lieux et monuments

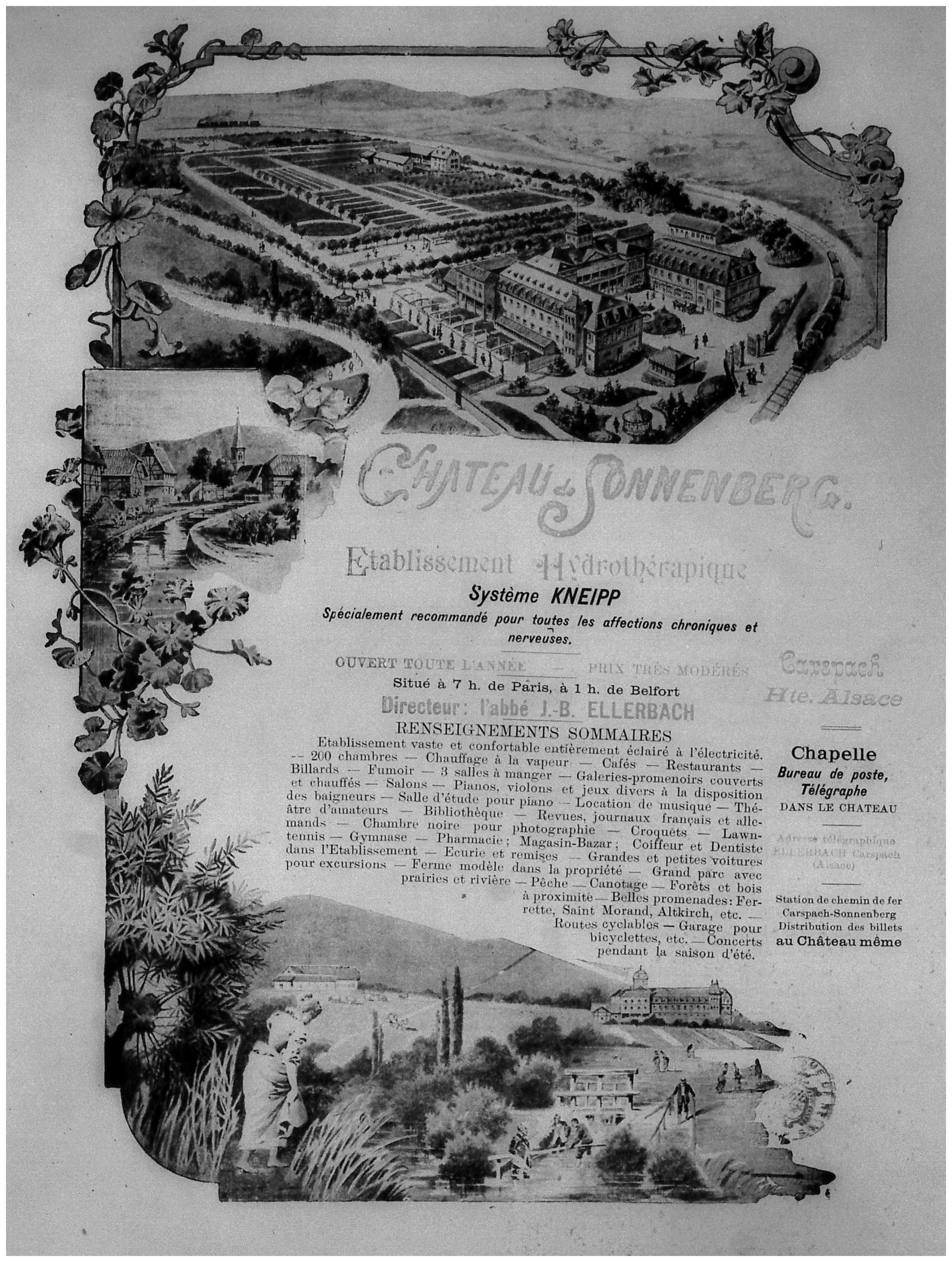
Château centre thermal vers 1908, par Eugène Auger.

- L'église paroissiale Saint-Georges[41],

ses cloches de 1561 et de 1867,
et son orgue de 1773,.
- Le Sonnenberg, château de Carspach qui était autrefois un centre thermal reconnu[46].
- Pensionnat et école ménagère Sonnenberg[47].
- L'ancien château Oberschloss[48].
- Caserne, quartier Plessier[49].
- Monuments commémoratifs :

Monuments aux morts,,,
Monument funéraire des époux Allimann-Hartmann.
- Croix :

Croix de cimetière : Christ en croix,
Croix de chemin,,.

## Personnalités liées à la commune
- Benoît Hartmann (1865-1945), artiste peintre, auteur de l'aquarelle du Moulin de Carspach (1890) qui orne le livre de la commune.
- Joseph Walch (1870-1958), docteur vétérinaire et historien sundgauvien.
- Charles Hartmann (1881-1956), syndicaliste, conseiller général de Saint-Amarin et député de Thann. Il fut le président des expulsés réfugiés de Thann.
- Gérard Hartmann (1907-1956), sénateur.

### Héraldique
| Blason de Carspach | Les armes de Carspach se blasonnent ainsi : « D'azur au Saint Georges équestre d'or sur un cheval d'argent harnaché d'or. » |